# Eide, Møre og Romsdal
Eide är en tätort i Hustadvika kommun i Møre og Romsdal fylke i västra Norge. Orten utgjorde tidigare centralort i dåvarande Eide kommun.